# Olidiana biungulata
Olidiana biungulata är en insektsart som beskrevs av Nielson 1982. Olidiana biungulata ingår i släktet Olidiana och familjen dvärgstritar. Inga underarter finns listade i Catalogue of Life.